# WWE Raw Tag Team Championship
Het World Tag Team Championship  is een professioneel worstelkampioenschap dat gecreëerd werd en eigendom is van de Amerikaanse worstelorganisatie WWE voor tag teams op hun Raw brand. Het is een van de drie mannelijke tagteamkampioenschappen onder de drie belangrijkste WWE merken, samen met het SmackDown Tag Team Championship op SmackDown en het NXT Tag Team Championship op NXT.

## Geschiedenis
Na de WWE-merkuitbreiding in 2002 werd het oorspronkelijke World Tag Team Championship van het bedrijf aanvankelijk exclusief voor het merk SmackDown en werd later opnieuw toegewezen aan het merk Raw, waardoor het eerste zonder een tag team titel achterbleef. Als gevolg hiervan introduceerde de toenmalige algemeen directeur van SmackDown, Stephanie McMahon, het WWE Tag Team Championship op 3 oktober 2002 en bekwam een titel voor SmackDown. Ze verklaarde dat de kampioenen werden bekroond van een toernooi tussen acht teams. Het team van Kurt Angle en Chris Benoit bekwamen de inaugurele WWE Tag Team Champions door het team van Rey Mysterio en Edge te verslaan bij het evenement No Mercy op 20 oktober 2002.
Eind 2008 tot begin 2009 hadden de toenmalige WWE Tag Team Champions The Colóns (Carlito & Primo) een rivaliteit met de toenmalige World Tag Team Champions John Morrison en The Miz. Bij het evenement WrestleMania 25 waren het WWE Tag Team Championship en het World Tag Team Championship geünificeerd doordat de The Colóns wonnen van John Morrison en The Miz. Deze wedstrijd werd aangekondigd op een aflevering van ECW op 17 maart 2009.
In augustus 2010 werd er door een onbekende algemeen directeur op Raw aangekondigd dat het Unified WWE Tag Team Championship werd opgeheven en liever het WWE Tag Team Championship terug wilde. De toenmalige tag team, The Hart Dynasty, die nog kampioen waren, werden bekroond met de nieuwe kampioenschappen door WWE Hall of Famer Bret Hart. Het WWE Tag Team Championship werd toen verdedigd op zowel Raw en SmackDown.
Na de herintroductie van de merkextensie in juli 2016 werden de toenmalige kampioenen, The New Day, verwezen naar Raw en bekwam de titel zo exclusief voor de Raw brand. Als reactie hierop onthulde SmackDown het SmackDown Tag Team Championship op 23 augustus 2016. In 2019 bekwam NXT de derde grootste merk in WWE, toen het gelijknamige televisieprogramma verschoven werd naar het USA Network. Hiermee werd het NXT Tag Team Championship de derde grootste mannelijke tag team kampioenschap in WWE.

## Huidige kampioenen
| Huidige kampioenen                         | Datum        | Vorige kampioenen                     | Evenement |
| ------------------------------------------ | ------------ | ------------------------------------- | --------- |
| Judgement Day (Finn Bálor and JD McDonagh) | 24 juni 2024 | The Awesome Truth (The Miz & R-Truth) | Raw       |